# NGC 2637
NGC 2637 est une galaxie spirale barrée relativement éloignée et située dans la constellation du Cancer. NGC 2637 a été découverte par l'astronome allemand Albert Marth en 1864.

## Caractéristiques
Sa vitesse par rapport au fond diffus cosmologique est de 9 970 ± 18 km/s, ce qui correspond à une distance de Hubble de 147 ± 10 Mpc (∼479 millions d'al).

## Identification de NGC 2637
Pour John Dreyer, NGC 2637 est à la position 08h 41m 19,4s 19° 33′ 21″, mais il n'y a rien à cet endroit. Mais plusieurs bases de données indiquent que NGC 2637 est la galaxie spirale barrée PGC 24409. Même si Wolfgang Steinicke indique que NGC 2637 est un objet perdu, les coordonnées qu'il donne sont les mêmes que celle de les bases de données NASA/IPAC, Simbad et LEDA. Dans la nuit du 30 octobre 1864, Albert Marth a observé deux objets (NGC 2637 et NGC 2643) qui sont rapportés comme perdus par Steinicke. Mais, si l'on suppose que leur position réelle était à 10 minutes d'arc au sud de la position indiquée par Marth, alors ces deux objets sont PGC 24409 et PGC 24434.